# Philippolis
Philippolis is een kleine stad met 1000 inwoners, in het zuiden van de Zuid-Afrikaanse provincie Vrijstaat. Zij geniet enige bekendheid als oudste plaats van de Oranje Vrijstaat en als geboorteplaats van de schrijver Laurens van der Post.
De plaats, die gesticht werd in 1823 als zendingspost voor de Khoisan, is de oudste continu bewoonde nederzetting in deze provincie. Philippolis is vernoemd naar de zendeling John Philip van het Londens Zendingsgenootschap. In 1826 vestigde Adam Kok II, een leider van de Griekwa, zich in Philippolis dat toen de hoofdstad werd van de Griekwastaat Adam Koksland. Zijn opvolger Adam Kok III verliet echter in 1861 Philippolis en trok over de Drakensbergen naar de huidige provincie KwaZoeloe-Natal waar hij Kokstad stichtte.
De schrijver Laurens van der Post werd in 1906 geboren in Philippolis en is daar in 1998 bijgezet in de Laurens van der Post Memorial Garden. Deze tuin bevat onderdelen die herinneren aan de belangrijkste plaatsen in het leven van Van der Post, namelijk Philippolis zelf, de Kalahari, Japan en Engeland.
Philippolis is een bescheiden toeristisch centrum door de aanwezigheid van een groot aantal negentiende-eeuwse gebouwen, zoals de gevangenis en de Nederduits Gereformeerde Kerk uit 1871.

## Subplaatsen
Het nationaal instituut voor de statistiek, Stats SA, deelt sinds de census 2011 deze hoofdplaats in in 2 zogenaamde subplaatsen (sub place):
Bergmanshoogte • Philippolis SP.

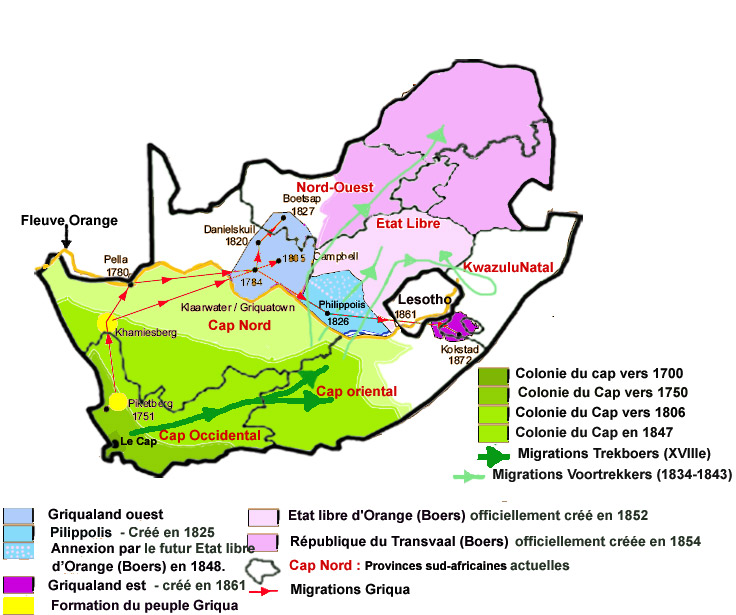
Migratiebewegingen van de Griekwa met de ligging van Philippolis
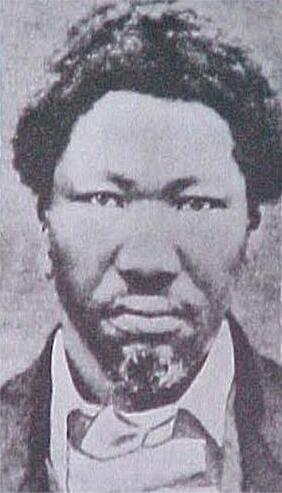
Adam Kok III